# Handball-Oberliga Baden-Württemberg der Männer 2012/13
Die Handball-Oberliga Baden-Württemberg 2012/13 wurde unter dem Dach der Handballverbände Baden, Südbaden sowie  Württemberg organisiert. Sie ist die höchste Spielklasse des Verbundes und wird unterhalb der 3. Liga als vierthöchste Spielklasse im deutschen Ligensystem eingestuft.

## Saisonverlauf
Die Handball-Oberliga Baden-Württemberg 2012/13 war die dreizehnte Ausspielung dieser Handballliga.

### Modus
Sechzehn Mannschaften spielten eine Vor- und Rückrunde. Nach Abschluss der daraus resultierenden Spieltage sind Meister und Vizemeister in die 3. Liga aufgestiegen und die letzten vier Mannschaften in die Verbandsligen abgestiegen.

## Teilnehmer
Nicht mehr dabei waren die Auf- und Absteiger der Vorsaison. Neu hinzukamen die Absteiger (A) der 3. Liga und die Aufsteiger (N) aus den Verbandsligen.

Handballverband Baden

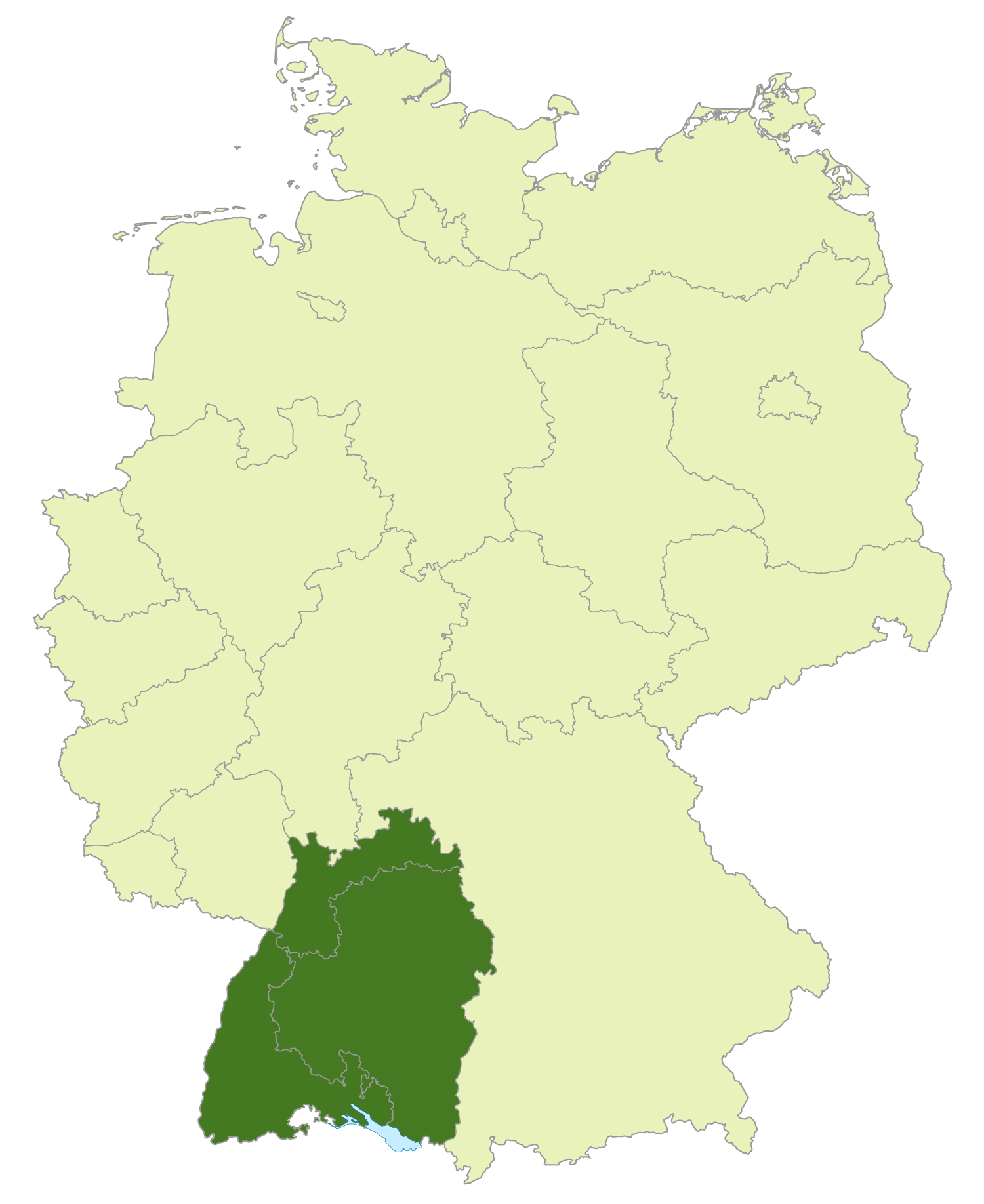
Bereich Handball-Oberliga
Baden-Württemberg

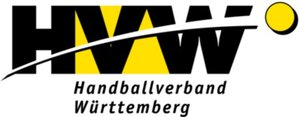
Handballverband Württemberg

### Abschlussplatzierungen
|  1. TGS Pforzheim  2. SV Kornwestheim - 3. VfL Pfullingen - 4. TSG Söflingen (A) - 5. SG Nußloch (N) - 6. HG Oftersheim/Schwetzingen - 7. SG Pforzheim/Eutingen - 8. SG Lauterstein (N) - 9. TV 08 Willstätt - 10 TV Sandweier 1907 - 11 MTG Wangen (N) - 12 TuS Altenheim (N)  13 TSV Schmiden 1902  14. TSV 1866 Weinsberg  15. TSV Heiningen 1892  16. TSV Altensteig |

(A) = Absteiger aus der 3. Liga (N) = neu in der Liga
  Meister und Aufsteiger zur 3. Liga 2013/14
  Vizemeister und Aufsteiger zur 3. Liga 2013/14
- Für die Oberliga 2013/14 qualifiziert